# Lista de prefeitos de Porangatu
Constam aqui os 17 prefeitos do município de Porangatu, cargo que exerce chefia do Poder Executivo da referida cidade. O primeiro prefeito, que foi nomeado diretamente pelo Governo do Estado de Goiás, era Adelino Américo de Azevedo; a atual mandatária é Vanuza Valadares, que segue em seu segundo mandato. Anteriormente à posse de Azevedo como prefeito, de 1939 até 1945, Porangatu teve 3 subprefeitos, que exerceram mandato ao mesmo tempo que os prefeitos de Uruaçu, não se tendo informação sobre o triênio 1945-1948, data da posse do último subprefeito.
| Legenda |
| --- |
| Mandatários eleitos por votação direta Mandatários nomeados diretamente pelo Governo Estadual Prefeitos que ascenderam por ordem sucessória constitucional. |

## Lista de Subprefeitos distritais
O primeiro cargo de chefia do Executivo do território de Porangatu era o de subprefeito. Seu primeiro titular fora Domingos Veloso de Andrade, nomeado pelo interventor federal, Pedro Ludovico Teixeira em  30 de setembro de 1939, no mesmo período em que os prefeitos interventores de Uruaçu foram nomeados. O último subprefeito da Era Vargas, fora Benedito Pinheiro de Queiroz, destituído por Eládio de Amorim. Adelino Américo de Azevedo, fora nomeado em 1948 por Coimbra Bueno, no processo de emancipação de Porangatu, sendo o último subprefeito.
| Lista de subprefeitos do Descoberto da Piedade (1939-1943) | Lista de subprefeitos do Descoberto da Piedade (1939-1943) | Lista de subprefeitos do Descoberto da Piedade (1939-1943)                                      | Lista de subprefeitos do Descoberto da Piedade (1939-1943)                                      | Lista de subprefeitos do Descoberto da Piedade (1939-1943) | Lista de subprefeitos do Descoberto da Piedade (1939-1943) | Lista de subprefeitos do Descoberto da Piedade (1939-1943) | Lista de subprefeitos do Descoberto da Piedade (1939-1943) | Lista de subprefeitos do Descoberto da Piedade (1939-1943) |
| O.H                                                        | Nome                                                       | Nome                                                                                            | Retrato                                                                                         | Início do mandato                                          | Fim do mandato                                             | Nomeador                                                   | Cargo do nomeador                                          | Partido do nomeado                                         |
| ---------------------------------------------------------- | ---------------------------------------------------------- | ----------------------------------------------------------------------------------------------- | ----------------------------------------------------------------------------------------------- | ---------------------------------------------------------- | ---------------------------------------------------------- | ---------------------------------------------------------- | ---------------------------------------------------------- | ---------------------------------------------------------- |
| 1                                                          |                                                            | Domingos Veloso de Andrade (1905-1992)                                                          |                                                                                                 | 30 de setembro de 1939                                     | 31 de março de 1941 1 ano e 182 dias                       | Pedro Ludovico Teixeira                                    | Interventor federal de Goiás                               | Sem partido                                                |
| 2                                                          |                                                            | José Antônio de Mattos                                                                          |                                                                                                 | 31 de março de 1941                                        | 31 de março de 1942 1 ano e 0 dias                         | Pedro Ludovico Teixeira                                    | Interventor federal de Goiás                               | Sem partido                                                |
| 3                                                          |                                                            | Benedito Pinheiro de Queiroz                                                                    |                                                                                                 | 31 de março de 1942                                        | —                                                          | Pedro Ludovico Teixeira                                    | Interventor federal de Goiás                               | Sem partido                                                |
| Lista de subprefeitos de Porangatu (1943-1949)             |                                                            |                                                                                                 |                                                                                                 |                                                            |                                                            |                                                            |                                                            |                                                            |
| Nº                                                         | Nome                                                       | Nome                                                                                            | Retrato                                                                                         | Início do mandato                                          | Fim do mandato                                             | Nomeador                                                   | Cargo do nomeador                                          | Partido do nomeado                                         |
| —                                                          |                                                            | Benedito Pinheiro de Queiroz                                                                    |                                                                                                 | —                                                          | 4 de novembro de 1945 3 anos e 218 dias                    | Pedro Ludovico Teixeira                                    | Interventor federal de Goiás                               | Sem partido (1943-1945) União Democrática Nacional (1945)  |
| —                                                          | —                                                          | Sem informações à respeito de outros subprefeitos. Nenhuma fonte consultada refere sobre estes. | Sem informações à respeito de outros subprefeitos. Nenhuma fonte consultada refere sobre estes. |                                                            |                                                            |                                                            |                                                            |                                                            |
| 4                                                          |                                                            | Adelino Américo de Azevedo                                                                      |                                                                                                 | 25 de agosto de 1948                                       | 1 de janeiro de 1949 129 dias                              | Coimbra Bueno                                              | Governador de Goiás                                        | Partido Social Democrático                                 |

## Lista de prefeitos municipais (1949-2025)
Em 25 de agosto de 1948, Porangatu é emancipado de Uruaçu pela Lei Ordinária n.º 122, de autoria do deputado estadual, Peixoto da Silveira do PSD e sancionada por Coimbra Bueno, então governador de Goiás. Em sequência Adelino Américo de Azevedo, do PSD, assume a subprefeitura do munícipio durante o período eleitoral.Com a instalação do munícipio, efetuada em 1.º de janeiro do ano posterior, Azevedo exerce a prefeitura de transição, até maio quando transmite o cargo para o eleito, Ângelo Rosa de Moura.
| Lista de prefeitos de Porangatu (1949-2025) | Lista de prefeitos de Porangatu (1949-2025) | Lista de prefeitos de Porangatu (1949-2025)           | Lista de prefeitos de Porangatu (1949-2025) | Lista de prefeitos de Porangatu (1949-2025) | Lista de prefeitos de Porangatu (1949-2025)               | Lista de prefeitos de Porangatu (1949-2025) | Lista de prefeitos de Porangatu (1949-2025) | Lista de prefeitos de Porangatu (1949-2025) | Lista de prefeitos de Porangatu (1949-2025) |
| O.H                                         | Incumbente                                  | Incumbente                                            | Início do mandato                           | Fim do mandato (Tempo no cargo)             | Vice-prefeito(a)                                          | Partido do prefeito                         | Partido do prefeito                         | Partido do vice-prefeito                    | Ref. e notas                                |
| ------------------------------------------- | ------------------------------------------- | ----------------------------------------------------- | ------------------------------------------- | ------------------------------------------- | --------------------------------------------------------- | ------------------------------------------- | ------------------------------------------- | ------------------------------------------- | ------------------------------------------- |
| 1                                           | Adelino Américo de Azevedo                  |                                                       | 1 de janeiro de 1949                        | 1 de maio de 1949 120 dias                  | Vacante                                                   |                                             | PSD                                         | Vacante                                     | [ 17 ] [ nota 3 ]                           |
| 2                                           | Ângelo Rosa de Moura                        |                                                       | 1 de maio de 1949                           | 1 de maio de 1953 4 anos e 0 dias           | Vacante                                                   |                                             | UDN                                         | Vacante                                     | [ 19 ]                                      |
| 3                                           | Eusébio Martins da Cunha                    |                                                       | 1 de maio de 1953                           | 31 de janeiro de 1957 3 anos e 275 dias     | Vacante                                                   |                                             | PSD                                         | Vacante                                     | [ 20 ]                                      |
| —                                           | Francisco Borges da Silva                   |                                                       | 10 de outubro de 1953                       | 9 de novembro de 1953 30 dias               | Vacante                                                   | PSD                                         | [ 4 ] [ nota 4 ]                            | Vacante                                     |                                             |
| 4                                           | Ângelo Rosa de Moura                        |                                                       | 31 de janeiro de 1957                       | 31 de janeiro de 1961 4 anos e 0 dias       | Cargo vago (31/1/1957-21/2/1959)                          |                                             | UDN                                         | Vacante                                     | [ nota 5 ] [ 20 ]                           |
| 4                                           | Ângelo Rosa de Moura                        | Alair Renovato Dizim dos Santos (21/2/1959-31/1/1961) | 31 de janeiro de 1957                       | 31 de janeiro de 1961 4 anos e 0 dias       | PSD                                                       |                                             | UDN                                         |                                             | [ nota 5 ] [ 20 ]                           |
| 5                                           | Moacir Ribeiro de Freitas                   |                                                       | 31 de janeiro de 1961                       | 31 de janeiro de 1966 5 anos e 0 dias       | Ocidenes Andrade Coelho                                   |                                             | PSD                                         | PSD                                         | [ 4 ] [ 20 ]                                |
| 6                                           | Pedro Teixeira Filho                        |                                                       | 31 de janeiro de 1966                       | 15 de março de 1970 4 anos e 43 dias        | João Gonçalves dos Reis                                   |                                             | PSD                                         | PSD                                         | [ nota 6 ] [ 4 ] [ 20 ] [ 21 ] [ 22 ]       |
| 6                                           | Pedro Teixeira Filho                        |                                                       | 31 de janeiro de 1966                       | 15 de março de 1970 4 anos e 43 dias        | João Gonçalves dos Reis                                   | ARENA                                       | MDB                                         |                                             | [ nota 6 ] [ 4 ] [ 20 ] [ 21 ] [ 22 ]       |
| 7                                           | João Gonçalves dos Reis                     |                                                       | 15 de março de 1970                         | 15 de março de 1973 3 anos e 0 dias         | Laudelino Alves de Carvalho (Nego do Matão)               |                                             | MDB                                         | MDB                                         | [ 20 ] [ 21 ]                               |
| 8                                           | Luiz do Gote Antônio de Carvalho            |                                                       | 15 de março de 1973                         | 15 de março de 1977 4 anos e 0 dias         | Trajano Machado Gontijo Filho                             |                                             | ARENA                                       | ARENA                                       | [ 20 ]                                      |
| 9                                           | Trajano Machado Gontijo Filho               |                                                       | 15 de março de 1977                         | 15 de março de 1983 6 anos e 0 dias         | Ovídio Gomide de Paiva                                    |                                             | ARENA                                       | ARENA                                       | [ 4 ] [ 23 ] [ nota 7 ] [ nota 8 ] [ 24 ]   |
| 9                                           | Trajano Machado Gontijo Filho               | PDS                                                   | 15 de março de 1977                         | 15 de março de 1983 6 anos e 0 dias         | Ovídio Gomide de Paiva                                    |                                             |                                             |                                             | [ 4 ] [ 23 ] [ nota 7 ] [ nota 8 ] [ 24 ]   |
| 10                                          | João Gonçalves dos Reis                     |                                                       | 15 de março de 1983                         | 1º de janeiro de 1989 5 anos e 292 dias     | Bernardino da Rocha Santiago                              |                                             | PMDB                                        | PMDB                                        | .                                           |
| 11                                          | Jarbas Macedo Cunha                         |                                                       | 1 de janeiro de 1989                        | 1 de janeiro de 1993 4 anos e 0 dias        | Moacir Ribeiro de Freitas                                 | [ 20 ]                                      | PMDB                                        | PMDB                                        |                                             |
| 12                                          | Luiz do Gote Antônio de Carvalho            |                                                       | 1 de janeiro de 1993                        | 1 de janeiro de 1997 4 anos e 0 dias        | Alair Bueno da Cunha                                      |                                             | PDS                                         | PDS                                         | [ 20 ] [ 26 ] [ 27 ] [ nota 10 ]            |
| 12                                          | Luiz do Gote Antônio de Carvalho            | PMDB                                                  | 1 de janeiro de 1993                        | 1 de janeiro de 1997 4 anos e 0 dias        | Alair Bueno da Cunha                                      |                                             |                                             |                                             | [ 20 ] [ 26 ] [ 27 ] [ nota 10 ]            |
| 13                                          | Júlio da Retífica Sérgio de Melo            |                                                       | 1 de janeiro de 1997                        | 1 de janeiro de 2001                        | Antônio Paulo Machado Gontijo (Dr. Antônio Paulo Gontijo) |                                             | PSDB                                        | PSDB                                        | [ 20 ]                                      |
| 13                                          | Júlio da Retífica Sérgio de Melo            | 1 de janeiro de 2001                                  | 1 de janeiro de 2005 8 anos e 0 dias        | José Osvaldo da Silva                       | [ nota 11 ]                                               |                                             | PSDB                                        | PSDB                                        |                                             |
| 14                                          | José Zé Osvaldo da Silva                    |                                                       | 1 de janeiro de 2005                        | 1 de janeiro de 2009                        | Jerson do Cortume José do Nascimento                      | [ 28 ] [ nota 12 ]                          | PSDB                                        | PSDB                                        |                                             |
| 14                                          | José Zé Osvaldo da Silva                    | 1 de janeiro de 2009                                  | 1 de janeiro de 2013 8 anos e 0 dias        |                                             | Jerson do Cortume José do Nascimento                      | [ 28 ] [ nota 12 ]                          | PSDB                                        | PSDB                                        |                                             |
| 15                                          | Eronildo Lopes Valadares                    |                                                       | 1º de janeiro de 2013                       | 1º de janeiro de 2017 4 anos e 0 dias       | Galeno Pereira Guimarães                                  |                                             | PMDB                                        | PT                                          | [ 29 ]                                      |
| 16                                          | Pedro João Fernandes                        |                                                       | 1º de janeiro de 2017                       | 1º de janeiro de 2021 4 anos e 0 dias       | Moacir Ciriaco Dias Junior Junin do Bonsucesso            |                                             | PSDB                                        | PTB                                         | [ 30 ] [ nota 13 ]                          |
| 16                                          | Pedro João Fernandes                        | PP                                                    | 1º de janeiro de 2017                       | 1º de janeiro de 2021 4 anos e 0 dias       | Moacir Ciriaco Dias Junior Junin do Bonsucesso            |                                             |                                             | PTB                                         | [ 30 ] [ nota 13 ]                          |
| 17                                          | Vanuza Primo de Araújo Valadares            |                                                       | 1 de janeiro de 2021                        | 1 de janeiro de 2025                        | Marcílio da Costa Pires (Capitão Pires)                   |                                             | PODE                                        | PODE                                        | [ nota 14 ] [ 31 ]                          |
| 17                                          | Vanuza Primo de Araújo Valadares            |                                                       | 1 de janeiro de 2021                        | 1 de janeiro de 2025                        | Marcílio da Costa Pires (Capitão Pires)                   | UNIÃO                                       | Republicanos                                | [ nota 15 ] [ 32 ] [ 33 ] [ 34 ]            |                                             |
| 17                                          | Vanuza Primo de Araújo Valadares            | PSDB                                                  | 1 de janeiro de 2021                        | 1 de janeiro de 2025                        | Marcílio da Costa Pires (Capitão Pires)                   | UNIÃO                                       |                                             | [ nota 15 ] [ 32 ] [ 33 ] [ 34 ]            |                                             |
| 17                                          | Vanuza Primo de Araújo Valadares            | 1 de janeiro de 2025                                  | presente 4 anos e 110 dias                  | José Mauricio do Amaral (Mauricio da GEP)   | MDB                                                       | UNIÃO                                       | [ nota 16 ] [ 35 ]                          |                                             |                                             |

## Prefeitos por tempo no cargo
Na lista abaixo contabiliza-se os mandatos exercidos pelos titulares. Serão somados os mandatos consecutivos e os não consecutivos. Exclui-se o mandato de Francisco Borges, que exerceu a função interinamente.
| P | Incumbente                    | Incumbente            | Início do mandato     | Fim do mandato        | Tempo total       |
| - | ----------------------------- | --------------------- | --------------------- | --------------------- | ----------------- |
| 1 | João Gonçalves dos Reis       |                       | 15 de março de 1970   | 15 de março de 1973   | 8 anos e 292 dias |
| 1 | João Gonçalves dos Reis       | 15 de março de 1983   | 1 de janeiro de 1989  |                       | 8 anos e 292 dias |
| 2 | Luiz do Gote                  |                       | 15 de março de 1973   | 15 de março de 1977   | 8 anos e 0 dias   |
| 2 | Luiz do Gote                  | 1 de janeiro de 1993  | 1 de janeiro de 1997  |                       | 8 anos e 0 dias   |
| 2 | Ângelo Rosa de Moura          |                       | 1 de maio de 1949     | 1 de maio de 1953     | 8 anos e 0 dias   |
| 2 | Ângelo Rosa de Moura          | 31 de janeiro de 1957 | 31 de janeiro de 1961 |                       | 8 anos e 0 dias   |
| 2 | Júlio da Retífica             |                       | 1 de janeiro de 1997  | 1 de janeiro de 2005  | 8 anos e 0 dias   |
| 2 | José Osvaldo da Silva         |                       | 1 de janeiro de 2005  | 1 de janeiro de 2013  | 8 anos e 0 dias   |
| 3 | Trajano Machado Gontijo Filho |                       | 15 de março de 1977   | 15 de março de 1983   | 6 anos e 0 dias   |
| 4 | Moacir Ribeiro de Freitas     |                       | 31 de janeiro de 1961 | 31 de janeiro de 1966 | 5 anos e 0 dias   |
| 5 | Vanuza Valadares              |                       | 1 de janeiro de 2021  | presente              | 4 anos e 110 dias |
| 6 | Pedro Teixeira Filho          |                       | 31 de janeiro de 1966 | 15 de março de 1970   | 4 anos e 43 dias  |
| 7 | Jarbas Macedo Cunha           |                       | 1 de janeiro de 1989  | 1 de janeiro de 1993  | 4 anos e 0 dias   |
| 7 | Eronildo Valadares            |                       | 1 de janeiro de 2013  | 1 de janeiro de 2017  | 4 anos e 0 dias   |
| 7 | Pedro João Fernandes          |                       | 1 de janeiro de 2017  | 1 de janeiro de 2021  | 4 anos e 0 dias   |
| 8 | Eusébio Martins da Cunha      |                       | 1 de maio de 1953     | 31 de janeiro de 1957 | 3 anos e 275 dias |
| 9 | Adelino Américo de Azevedo    |                       | 1 de janeiro de 1949  | 1 de maio de 1949     | 120 dias          |

## Mandatos por partido
Excluem-se nesta lista, reeleições consecutivas, que serão contados como apenas um mandato. Trocas de partido serão classificadas como meio (0.5) mandato.
| Rank | Partido | Partido                                 | Quantitativo |
| ---- | ------- | --------------------------------------- | ------------ |
| 1    |         | Movimento Democrático Brasileiro        | 3,5 / 17     |
| 1    |         | Partido Social Democrático              | 3,5 / 17     |
| 2    |         | Partido da Social Democracia Brasileira | 2,5 / 17     |
| 3    |         | União Democrática Nacional              | 2 / 17       |
| 3    |         | Aliança Renovadora Nacional             | 2 / 17       |
| 4    |         | Partido Democrático Social              | 1 / 17       |
| 4    |         | Movimento Democrático Brasileiro        | 1 / 17       |
| 5    |         | Podemos                                 | 0,5 / 17     |
| 5    |         | União Brasil                            | 0,5 / 17     |
| 5    |         | Progressistas                           | 0,5 / 17     |

## Juramento de posse[36]
| “ | “Prometo cumprir a Constituição Federal, a Constituição do Estado, a Lei Orgânica do município, o regimento interno desta Câmara e observar as leis, desempenhar com dignidade e dedicação o mandato que me foi confiado, trabalhar pelo progresso do município de Porangatu e pelo bem-estar do seu povo." | ” |
|   | — Juramento de posse do Prefeito de Porangatu. |   |

## Linha sucessória
Conforme a Lei Orgânica Municipal de Porangatu, essa é a sucessão à chefia do executivo do município.
| Organograma      | Organograma | Organograma     | Organograma | Organograma                 |
| ---------------- | ----------- | --------------- | ----------- | --------------------------- |
| Prefeita         | →           | Vice-prefeito   | →           | Presidente da Câmara        |
|                  | →           |                 | →           |                             |
| Titular          | →           | 1.º             | →           | 2.º                         |
| Vanuza Valadares | →           | Mauricio da GEP | →           | José Ueliton de Moura Durão |

| Posição | Incumbente | Incumbente                  | Cargo                          |
| Titular |            | Vanuza Valadares            | Prefeita                       |
| 1.ª     |            | Maurício da GEP             | Vice-prefeito                  |
| 2.ª     |            | José Ueliton de Moura Durão | Presidente da Câmara Municipal |
| ------- | ---------- | --------------------------- | ------------------------------ |

## Ex-prefeitos vivos
Constam abaixo os ex-prefeitos que permanecem vivos. Júlio da Retífica foi o penúltimo a falecer, no dia 30 de maio de 2021, aos 67 anos incompletos. O último foi João Gonçalves dos Reis que morreu em 10 de setembro de 2024, aos 97 anos.

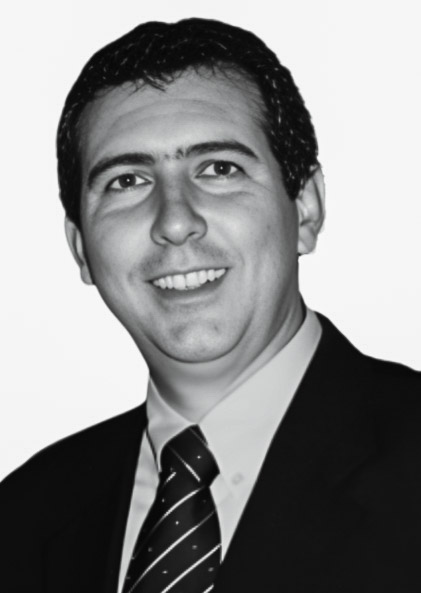
José Osvaldo da Silva prefeito entre 2005-2013
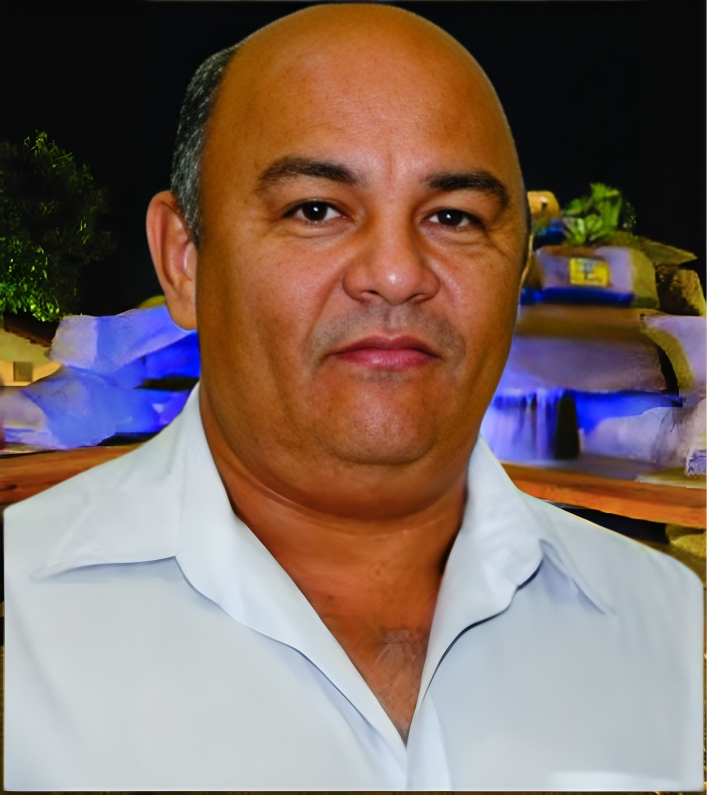
Eronildo Valadares prefeito entre 2013-2017
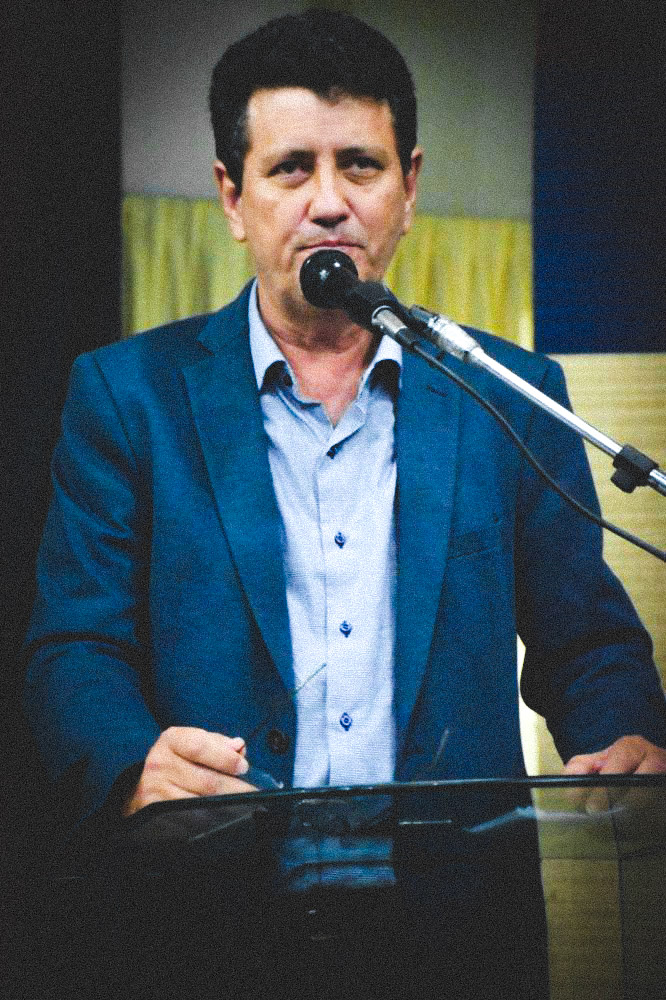
Pedro João Fernandes prefeito entre 2017-2021